# Shigure Ui
Shigure Ui (しぐれうい) là một họa sĩ minh họa, nhà thiết kế nhân vật light novel, mangaka và VTuber Nhật Bản.

## Sự nghiệp
Sinh ra tại Yokkaichi, tỉnh Mie, Nhật Bản. Cô tốt nghiệp ngành nghệ thuật.
Sau một thời gian làm việc cho một công ty phát triển game, cô chuyển hướng sang làm họa sĩ minh họa tự do.
Vào tháng 8 năm 2018, cô tham gia thiết kế nhân vật cho một Vtuber của Hololive Production là Subaru Ōzora, ra mắt công chúng vào thàng 9 năm đó. Kể từ đó, cô đôi khi xuất hiện trong các buổi phát sóng trực tiếp của Subaru dưới vai trò khách mời. Kể từ tháng 5 năm 2019, cô cũng bắt đầu hoạt động như một Vtuber độc lập, các buổi phát sóng trực tiếp của cô thường là trò chuyện cùng người xem, vẽ tranh và chơi game. Cô cũng có tài năng ca hát và đã tham gia cover nhiều bài nhạc trên kênh youtube của bản thân cũng như xuất bản 2 album.

## Đời tư
Ui kể rằng cô có niềm đam mê hội họa từ bé nhờ được mẹ khuyến khích. Cô cũng nói rằng Arina Tanemura, Noizi Ito và Cocoa Fujiwara là những họa sĩ truyền cảm hứng cho cô nhiều nhất.

## Tác phẩm tiêu biểu

### Minh họa sách

#### Truyện lẻ
- Fushishisha to Ansatsusha no Desu Gēmu (不死者と暗殺者のデスゲーム製作活動) (viết bởi Kaede Asamiya, xuất bản bởi Dengeki Bunko)
- Kanojo no L ~Usotsukitachi no Kōbōsen~ (彼女のL〜嘘つきたちの攻防戦〜) (Viết bởi Chie Sanda, xuất bản bởi Famitsu Bunko)
- JK Anken Suishinchyū!! ~Torihikisaki no Youkyū de Ojōsama Joshikō no Ryō ni Sumikomu ni Natta~ (JK案件推進中!! 〜取引先の要求でお嬢様女子校の寮に住み込むことになった〜) (Viết bởi Kazuki Fujimiya, xuất bản bởi Kadokawa Sneaker Bunko)
- Kūru Bisho Kei Senpai ga Ie ni Tomatteike to Otomari o Yōkyūshitekimashita... (クール美女系先輩が家に泊まっていけとお泊まりを要求してきました......) (Viết bởi Kano Shikihara, xuất bản bởi Earth Star Novels)
- 101 Mētoru Hanareta Koi (101メートル離れた恋) (Viết bởi Rei Komatsu, xuất bản bởi Kodansha Light Novel Bunko)
- Tensai Shōjo A to Kokuhakusuru Noberugēmu (天才少女Aと告白するノベルゲーム) (Viết bởi Chie Sanda, xuất bản bởi Famitsu Bunko)

#### Bộ truyện
- Aoiro Noizu to <Yakimochi> Kirāchūn Wakeari JK to Hajimeru Dansō V Kei Bando (青色ノイズと〈やきもち〉キラーチューン ワケありJKと始める男装V系バンド) (Viết bởi Mukai Sōya, xuất bản bởi MF Bunko J)
- Osamake (幼なじみが絶対に負けないラブコメ) (Written by Shūichi Nimaru, published by Dengeki Bunko)
- Kimi wa Boku no Kōkai (Viết bởi Shimesaba, xuất bản bởi Dash X Bunko)

### Anime
- BBK/BRNK (Tập 10, minh họa đoạn mở đầu)[7]
- Hội chứng tuổi thanh xuân (Minh họa tranh thông báo chuyển thể Anime)[8]
- PROJECT MAPLUS Pure Mon no Monster (Yoshiki Machida) (Thiết kế nhân vật)[9]
- WIXOSS DIVA (A) LIVE (Thiết kế nhân vật)[10]
- Osamake (Anime chuyển thể năm 2021, họa sĩ minh họa tác phẩm gốc, góp giọng lồng tiếng)[11]

### Manga
- Kankitsu Panchi! (かんきつパンチ!) (Published by Manga Time Kirara Miracle!, Houbunsha)

### Tập tranh
- Ame ni Kou (雨に恋う) (xuất bản bởi Kenkōsha)

### Thiết kế nhân vật
- Ōzora Subaru (YouTuber ảo của Hololive Production)[3]
- Shijimi Matsueshinjiko (Onsen Musume)[12]

### Khác
- Minh họa game thẻ bài WIXOSS

## Album
| Ngày phát hành      | Tựa đề          | Số đơn vị lưu kho | Ca khúc tiêu biểu                                                | Ghi chú         |
| ------------------- | --------------- | ----------------- | ---------------------------------------------------------------- | --------------- |
| 24 tháng 3 năm 2021 | SPOTLIGHT vol.1 | SNCL-42           | しぐれうい「メランコリック」 カグラナナ×しぐれうい「奏(かなで)」 | Album tổng hợp. |
| 25 tháng 1 năm 2022 | SPOTLIGHT Vol.2 | SNCL-59           | プラスティック・ラヴ 恋愛サーキュレーション                      | Album tổng hợp. |

## Xuât hiện
- Numa ni Hamattekiitemita (5 tháng 4 năm 2021, Kênh Giáo dục NHK TV)[13]